# Ibn al-Qattà
Issa ibn Saïd al-Yahsubí (àrab: عيسى بن سعيد اليحصوبي, ʿĪsà b. Saʿīd al-Yaḥṣūbī), més conegut com a Ibn al-Qattà (àrab: ابن القطاع, Ibn al-Qaṭṭāʿ), fou un visir andalusí, àrab però d'origen humil, fill d'un mestre d'escola.
Almansor li va atribuir càrrecs rellevants i fins i tot el comandament d'un exèrcit enviat al Marroc (997) contra Ziri ibn Attiya. Abd-al-Màlik al-Mudhàffar, fill i successor d'Almansor com a hàjib, el va nomenar visir i li va encarregar l'administració de l'estat, i un fill d'Issa es va casar amb la germana petita d'Abd-al-Màlik en 1005. La confiança que li donava l'hàjib va provocar l'enveja d'Abd-ar-Rahman i l'hostilitat d'adh-Dhalfà, germà i mare d'Abd-al-Màlik, respectivament.
Sentint-se en perill, Issa va tramar un complot per posar fi a la dinastia dels amírides (els descendents d'Almansor) tot enderrocant el califa Hixam II a qui substituiria per Hixam ibn Abd-al-Jabbar, net d'Abd-ar-Rahman III. Abd-al-Màlik al-Mudhàffar es va assabentar del complot i va decidir anticipar-se fent matar el visir el 4 de desembre del 1006. Els béns li foren confiscats, però va resultar no ser gaire ric. Alguns amics i famíliars van patir els efectes de la repressió de l'hàjib.